# 内山正博 (競馬)
内山 正博（うちやま まさひろ、1963年3月19日 - ）は、福岡県出身の元騎手・現調教助手。

## 来歴
1984年に栗東・小林稔厩舎からデビューし、3月3日の阪神第7競走5歳以上400万下・マーメードハット（8頭中6着）で初騎乗を果たす。同馬は須貝彦三厩舎の管理馬で、馬主は森乃福郎であった。同31日の阪神第2競走4歳未勝利で伊藤修司厩舎のギフトイチバンに騎乗し、初勝利を挙げる。1年目の同年は6月の阪神、9月の函館、12月の中京で1日2勝をマークするなど21勝を挙げ、関西の新人賞にあたる関西放送記者クラブ賞を受賞。
2年目の1985年には金鯱賞・キャノンゼットで重賞初勝利を挙げ、1987年にはサッカーボーイで阪神3歳ステークスを制し、自身2年ぶりの重賞制覇が唯一のGI制覇となった。同年には弟弟子の塩村克己がデビューして33勝を挙げるが、内山は12勝に終わる。
1988年からはフリーとなるが、弥生賞3着でサッカーボーイの主戦騎手を降板。同年は初の1桁となる4勝に終わり、2桁が4年連続でストップするが、4勝中3勝は11月の福島で挙げたものであった。
1989年から1995年までは7年連続2桁をマークし、1991年7月28日の小倉第6競走4歳未勝利・アンサーティンで通算100勝を達成。1994年には自己最多の28勝を挙げ、神戸新聞杯では河北通から乗り替わったメルシーステージでスターマンの2着に入ったが、京都新聞杯からは河北の手綱に戻っている。
1995年はサッカーボーイ産駒サウンドバリヤーで京都新聞杯5着に入り、菊花賞でも騎乗。同年10月21日京都第3競走4歳以上500万下・パシアンで200勝を達成し、1996年からは同じ小林厩舎の兄弟子で、またサッカーボーイに騎乗してGIを勝利した縁から小野幸治厩舎に所属。同年から2000年は1桁台に低迷し、1998年からは再びフリーとなる。その間の1997年は、第1回シリウスステークスでフサイチヒロシをトーヨーレインボーの3着、北九州記念ではメガミゲランを3着に導くなど、重賞でも見せ場を作った。
1999年は自己最低の3勝に終わり、阪急杯・フサイチヒロシ（16頭中14着）を最後に重賞での騎乗も無くなる。2001年には6年ぶりの2桁となる13勝と盛り返すが、結局は最後の2桁勝利となった。2002年9月2日の小倉第7競走3歳未勝利・ネバーセイネバーが最後の勝利となり、9月15日の阪神第7競走3歳以上500万下・ジャングルビート（競走中止）が最後の騎乗となった。2003年4月20日付で現役を引退。
引退後は翌21日に開業した岡田稲男厩舎所属の調教助手となり、現在に至る。

## 成績
- 通算成績 - 3675戦255勝（うち障害競走14戦3勝）重賞2勝

### 主な騎乗馬
※太字はGIレース。
- キャノンゼット（1985年金鯱賞）
- サッカーボーイ（1987年阪神3歳ステークス）

その他
- メルシーステージ（1994年神戸新聞杯2着）
- オースミダイナー
- カミノクレッセ
- キーミノブ
- ナリタタイシン
- ミスタートウジン
- メルシーアトラ